# Barão do Seixo

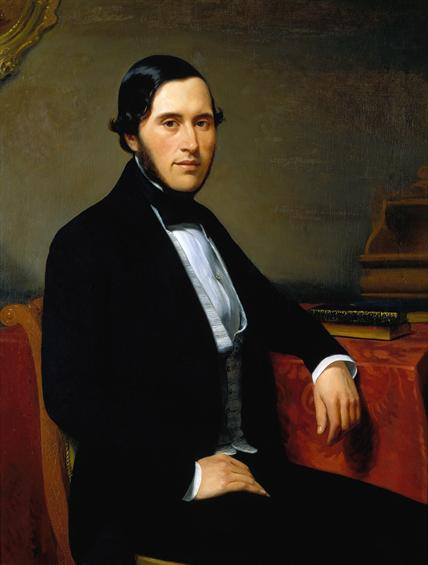
António de Almeida Coutinho e Lemos, 1.º Barão do Seixo

Barão do Seixo é um título nobiliário criado por D. Maria II, rainha de Portugal por decreto de 19 de julho de 1845, a favor de António Almeida Coutinho Lemos, 1.º barão do Seixo (1818).

## Titulares
1. António Almeida Coutinho Lemos, 1.º barão do Seixo (1818)[1]
2. Leonor de Almeida Coutinho e Lemos, 2.º baronesa do Seixo (1896)
3. D. Carlos Miguel de Sottomayor de Almeida Coutinho Lobo d'Ávila, 3.º Barão do Seixo (1924-2020)